# Prisma (obchodní řetězec)
Prisma je finský řetězec hypermarketů. Vlastníkem je družstvo S-ryhmä. První hypermarket Prisma byl otevřen v roce 1972 v Jyväskylä. Ve Finsku Prisma sestává z 64 obchodů.
Pět obchodů Prisma je také v estonském Tallinnu, pět v lotyšské Rize,, jeden v litevském Vilniusu a osmnáct v ruském  Petrohradu.
V roce 2009 se plánovalo otevření obchodů také v Tartu a Narvě.